# Neospartoneae
Neospartoneae, biljni tribus iz porodice sporiševki (Verbenaceae). Sastoji se od 2 roda sa 6 južnoameričkih vrsta Tipični je rod Neosparton sa juga Južne Amerike

## Etimologija
Tribus nosi ime po rodu Neosparton.

## Rodovi
1. Neosparton Griseb. (3 spp.)
2. Lampayo F.Phil. ex Murillo (3 spp.)